# Stanislav Lakhtioukhov
Stanislav Vladimirovitch Lakhtioukhov (russe : Станислав Владимирович Лахтюхов), né en 1987, est un nageur russe.

## Palmarès

### Championnats du monde
| Médaille | Compétition                       | Épreuve           | Temps         | Lieu        | Date             |
| Argent   | Ch. du monde en petit bassin 2010 | 4 × 100 m 4 nages | 3 min 21 s 61 | Dubaï (UAE) | 19 décembre 2010 |

## Records

### Record du monde
Il établit avec l'équipe russe du relais 4 × 50 mètres 4 nages le record du monde du 4 × 50 m 4 nages en petit bassin en séries du Championnats d'Europe de natation en petit bassin 2009 à Istanbul en 1 min 32 s 08. Mais ce temps est battu en finale de ces mêmes championnats par la même équipe russe, mais en l'absence de Lakhtioukhov, en 1 min 31 s 80.

## Meilleurs temps personnels
Les meilleurs temps personnels établis par Mihail Alexandrov dans les différentes disciplines sont détaillés ci-après.
| Épreuve               | Temps         | Compétition                            | Lieu                 | Date             |
| 50 m nage libre       | 23 s 80       | Velka cena Ostravy - 1.kolo Cekeho ... | Ostrava (R. Tchèque) | 1er avril 2006   |
| 100 m nage libre      | 53 s 93       | Championnats d'Estonie                 | Tartu (EST)          | 1er juillet 2008 |
| 50 m brasse           | 27 s 79       | Championnats du monde de natation 2009 | Rome (Italie)        | 28 juillet 2009  |
| 100 m brasse          | 1 min 00 s 71 | Championnats Open de Russie            | Moscou               | 30 avril 2009    |
| 200 m brasse          | 2 min 15 s 61 | Championnats Open de Russie            | Moscou               | 6 juin 2008      |
| 200 m 4 nages         | 2 min 13 s 22 | Velka cena Ostravy - 1.kolo Cekeho ... | Ostrava (R. Tchèque) | 1er avril 2006   |
| 50 m brasse (relais)  | 27 s 95       | 6e meeting international Pokal ...     | Ptuj (SLO)           | 16 mai 2010      |
| 100 m brasse (relais) | 1 min 01 s 53 | Championnats de Russie                 | Moscou               | 10 mai 2010      |

| Épreuve                   | Temps         | Compétition                                            | Lieu              | Date             |
| 50 m brasse               | 26 s 61       | Vladimir Salnikov's Cup                                | Saint Petersbourg | 19 décembre 2009 |
| 100 m brasse              | 57 s 11       | Coupe du monde No 4 - 2009 Series                      | Berlin (GER)      | 15 novembre 2009 |
| 200 m brasse              | 2 min 05 s 54 | Championnats de Russie en petit bassin                 | Saint Petersbourg | 9 février 2009   |
| 100 m 4 nages             | 56 s 10       | Russia Swimming Cup                                    | Volgograd         | 2 novembre 2007  |
| 50 m brasse (relais)      | 26 s 63       | Championnats d'Europe de natation en petit bassin 2009 | Istanbul          | 10 décembre 2009 |
| 100 m brasse (relais)     | 57 s 27       | Ch. du monde de natation en petit bassin 2010          | Dubaï             | 19 décembre 2010 |
| 50 m nage libre (relais)  | 20 s 49       | Championnats d'Europe de natation en petit bassin 2009 | Istanbul          | 10 décembre 2009 |
| 100 m nage libre (relais) | 45 s 54       | Coupe Vladimir Salnikov                                | Saint Petersbourg | 20 décembre 2009 |